# Martin Lank
Martin Lank (* 10. srpna 1976 Lipnice nad Sázavou) je český politik, v letech 2013 až 2017 poslanec Poslanecké sněmovny PČR zvolený jako nestraník za hnutí Úsvit přímé demokracie Tomia Okamury, v letech 2015 až 2016 místopředseda hnutí Úsvit - Národní koalice, od roku 2017 člen strany Realisté.

## Život
Pracoval jako učitel fyziky, výpočetní techniky a anglického jazyka. Následně krátce podnikal. V letech 2000 až 2013 působil v Hitrádiu Vysočina jako reportér a zprávař, později se stal i šéfredaktorem zpravodajství tohoto rádia.
Martin Lank je rozvedený a má dvě děti, žije v Praze.

## Politické působení
Ve volbách do Poslanecké sněmovny PČR v roce 2013 kandidoval jako nestraník za hnutí Úsvit přímé demokracie Tomia Okamury z pozice lídra v Kraji Vysočina a byl zvolen poslancem. V komunálních volbách v roce 2014 kandidoval jako nestraník za hnutí Úsvit přímé demokracie do Zastupitelstva města Jihlavy, ale neuspěl.
V roce 2015 se stal členem hnutí Úsvit - Národní koalice a v srpnu téhož roku pak na volební konferenci i místopředsedou hnutí. Funkci zastával do volebního sněmu v listopadu 2016. V krajských volbách v roce 2016 kandidoval z pozice člena hnutí Úsvit na kandidátce subjektu „Úsvit s Blokem proti islamizaci“ do Zastupitelstva Kraje Vysočina, ale neuspěl.
Dne 25. května 2017 opustil hnutí Úsvit, protože mu vadilo spojování hnutí s takzvanými „vlasteneckými stranami“. Zároveň vstoupil do strany Realisté a stal se jejím lídrem v Kraji Vysočina ve volbách do Poslanecké sněmovny PČR v říjnu 2017. Mandát poslance však neobhájil, protože se strana Realisté do Sněmovny nedostala.